# Пролетарский (Тацинский район)
Пролета́рский — хутор в Тацинском районе Ростовской области.
Входит в состав Скосырского сельского поселения.

## Население
| 2010 |
| ---- |
| 349  |

## Улицы
| - ул. Колхозная, - ул. Комсомольская, - ул. Мира, - ул. Набережная, | - ул. Песчаная, - ул. Пролетарская, - ул. Советская, - ул. Степная. |